# Franz Ignaz Beck

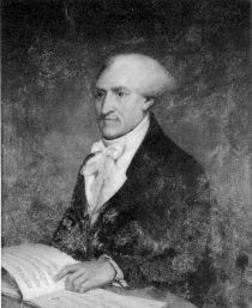
Franz Ignaz Beck (cirka 1795)

Franz Ignaz Beck, född 20 februari 1734 i Mannheim, död 31 december 1809 i Bordeaux, var en tysk violinist och kompositör.
Beck fick sina första lektioner i violinspel av fadern Johann Aloys Beck, som var oboist och rektor för körskolan vid hovet i Mannheim. Han lärde sig också spela orgel och kontrabas innan han började studera för konsertmästaren Johann Stamitz. Beck uppmärksammades snart av kurfursten Karl Theodor som tog ansvar för hans utbildning. I mitten av 1750-talet reste han till Venedig där han studerade komposition för Baldassare Galuppi. Efter tre år i Venedig reste han via Neapel till Marseille där han blev konsertmästare vid teatern. 1761 flyttade Beck till Bordeaux där han tjänstgjorde som konsertarrangör och som musikalisk ledare för teatersällskapet Marechal Duc de Richelieu, som 1780 flyttade in i den nybyggda Grand Théâtre.
Han var också aktiv som organist och lärare. 1774 fick han tjänsten som organist i kyrkan St. Seurin i Bordeaux, där hans skicklighet som improvisatör vann beundran i församlingen. Från 1790-talet minskade hans lycka stadigt, så pass att han knappt kunde försörja sin familj. 
Becks berömmelse vilar nästan helt på hans 24 symfonier som är några av de mest originella från den förklassicistiska perioden.

## Verk
- Op.1 6 Symfonier
- Op.2 6 Symfonier
- Op.3 6 Symfonier
- Op.4 6 Symfonier
- La mort d'Orphée, Ouvertyr
- L'île déserte, Ouvertyr
- La belle jardinière , Opera
- Pandora, Opera
- L'Isle déserte , Opera
- Stabat mater
- Flera pianosonater